# 法隆寺站
法隆寺站（日语：／ Hōryūji eki */?）位于奈良县生驹郡斑鸠町，是西日本旅客铁道（JR西日本）關西本線的鐵路車站。是世界文化遗产法隆寺的玄关车站。

## 历史
- 1890年12月27日 - 作为大阪铁道车站，在奈良站与王寺站间开业。
- 1900年6月6日 - 大阪铁道转让至关西铁道。
- 1907年10月1日 - 关西铁道国有化，成为国有铁道车站。
- 1909年10月12日 - 线路名称制定，成为关西本线车站。
- 1961年2月1日 - 停止办理货运业务。
- 1987年4月1日 - 国铁分割民营化后成为JR西日本车站。
- 1988年3月13日 - 线路爱称大和路线开始使用。
- 2003年11月1日 - 支持使用ICOCA[2]。
- 2007年3月10日 - 上跨式站房竣工，举行纪念典礼。
- 2009年10月4日 - 大阪环状、大和路线运行管理系统开始使用。
- 2018年3月12日 - 开始使用车站编号[3]。
- 2020年
  - 2月29日 - 绿色窗口最后一日营业[4]。
  - 3月1日 - 绿色自动售票机开始使用[4]。

## 车站结构
侧式站台2台2线地上车站，上跨式站房。
王寺站管理的直营站。支持使用ICOCA。

### 站台
| 站台 | 路线     | 方向 | 目的地                 |
| ---- | -------- | ---- | ---------------------- |
| 1    | 大和路線 | 下行 | 王寺、天王寺、大阪方向 |
| 2    | 大和路線 | 上行 | 奈良、加茂方向         |

## 使用情况
根据奈良县统计书，2017年度1日平均乘车人数7,167。
| 年度   | 1日平均 乘车人数 |
| ------ | ---------------- |
| 1997年 | 10,447           |
| 1998年 | 10,337           |
| 1999年 | 9,969            |
| 2000年 | 9,756            |
| 2001年 | 9,506            |
| 2002年 | 9,122            |
| 2003年 | 8,802            |
| 2004年 | 8,542            |
| 2005年 | 8,475            |
| 2006年 | 8,475            |
| 2007年 | 8,424            |
| 2008年 | 8,365            |
| 2009年 | 8,075            |
| 2010年 | 7,944            |
| 2011年 | 7,672            |
| 2012年 | 7,536            |
| 2013年 | 7,496            |
| 2014年 | 7,209            |
| 2015年 | 7,265            |
| 2016年 | 7,251            |
| 2017年 | 7,167            |

## 相鄰車站
西日本旅客鐵道
 大和路線（關西本線）
■大和路快速、■直通快速、■快速、■区間快速、■普通
大和小泉（JR-Q33）－法隆寺（JR-Q32）－ 王寺（JR-Q31）

## 外部連結
- 法隆寺｜車站資訊：JR出門網 - 西日本旅客鐵道